# Ciak d'oro 1994
9ª edizione dei Ciak d'oro tenutasi nel 1994 a Roma. La pellicola cinematografica che ottiene il maggior numero di premi è Caro diario di Nanni Moretti con cinque riconoscimenti.

## Vincitori e candidati
I vincitori sono indicati in grassetto, a seguire gli altri candidati.

### Miglior fil
- Caro diario di Nanni Moretti

### Miglior regista
- Nanni Moretti - Caro diario

### Migliore attore protagonista
- Fabrizio Bentivoglio - Un'anima divisa in due

### Migliore attrice protagonista
- Asia Argento - Perdiamoci di vista

### Migliore attore non protagonista
- Alessandro Benvenuti - Maniaci sentimentali
  - Antonio Catania - Mille bolle blu
  - Claudio Bisio - Bonus Malus
  - Renato Carpentieri - Sud
  - Tony Sperandeo - La scorta

### Migliore attrice non protagonista
- Milena Vukotic - Fantozzi in paradiso
  - Antonella Ponziani - Cari fottutissimi amici
  - Iaia Forte - Rasoi
  - Marina Confalone - Arriva la bufera
  - Sabrina Ferilli - Il giudice ragazzino

### Migliore opera prima
- Pappi Corsicato - Libera

### Migliore sceneggiatura
- Nanni Moretti - Caro diario
  - Roberto Faenza, Filippo Ottoni - Jona che visse nella balena
  - Graziano Diana, Simona Izzo - La scorta
  - Pappi Corsicato - Libera
  - Silvio Soldini, Roberto Tiraboschi - Un'anima divisa in due

### Migliore fotografia
- Dante Spinotti - Il segreto del bosco vecchio
  - Aldo Di Marcantonio - Confortorio
  - Tonino Nardi, Renato Tafuri - Il ladro di bambini
  - Maurizio Calvesi - La discesa di Aclà a Floristella
  - Luca Bigazzi - Nero
  - Alessandro Pesci - Un'altra vita

### Migliore sonoro
- Franco Borni - Caro diario
  - Remo Ugolinelli - La scorta
  - Andrea Petrucci, Furio Lorenzetti - Libera
  - Massimo Loffredi, Giulio Viggiani - Per amore, solo per amore
  - Tullio Morganti - Sud

### Migliore scenografia
- Antonello Geleng - Dellamorte Dellamore
  - Gianni Sbarra - Fiorile
  - Paolo Biagetti - Il segreto del bosco vecchio
  - Pappi Corsicato - Libera
  - Giuseppe Pirrotta - Magnificat

### Migliore montaggio
- Nino Baragli - Jona che visse nella balena
  - Mirco Garrone - Caro diario
  - Mauro Bonanni - Mille bolle blu
  - Massimo Fiocchi - Sud
  - Claudio Cormio - Un'anima divisa in due

### Migliore costumi
- Sissi Parravicini - Magnificat
  - Lina Nerli Taviani - Fiorile
  - Elisabetta Beraldo - Jona che visse nella balena
  - Ortensia De Francesco - Libera
  - Katia Dottori - Mille bolle blu

### Migliore colonna sonora
- Federico De Robertis, Assalti Frontali, 99 Posse - Sud
  - Franco Piersanti - Il segreto del bosco vecchio
  - Ennio Morricone - La scorta
  - Riz Ortolani - Magnificat
  - Giovanni Venosta - Un'anima divisa in due

### Miglior manifesto
- Caro diario

### Migliore film straniero
- Schindler's List - La lista di Schindler di Steven Spielberg